# PHOENIX (UVERworldの曲)
「PHOENIX」（フェニックス）は、UVERworldの45枚目のシングル。2024年12月4日にgr8!recordsより発売された。

## 背景とリリース
前作『MEMORIES of the End』からおよそ5ヶ月ぶりとなるシングル。シングル『MMH』と同時発売された。
| 形態           | 規格       | 規格品番     |
| -------------- | ---------- | ------------ |
| 初回生産限定盤 | CD+Blu-ray | SRCL-13085~6 |
| 通常盤         | CD         | SRCL-13087   |

## 収録内容
| 全編曲: UVERworld。 |                                                |                                  |                                                     |      |
| #                   | タイトル                                       | 作詞                             | 作曲                                                | 時間 |
| 1.                  | 「PHOENIX」                                    | TAKUYA∞                          | TAKUYA∞ / Erik Ron / Rebecca Hollcraft              | 3:01 |
| 2.                  | 「Countdown (feat.JUNG YONG HWA from CNBLUE)」 | TAKUYA∞ / Jung Yong-Hwa (CNBLUE) | TAKUYA∞ / Jung Yong-Hwa (CNBLUE) / Justin Reinstein | 3:48 |
| 3.                  | 「PHOENIX (Instrumental)」                     |                                  |                                                     | 3:01 |
| 合計時間:           | 合計時間:                                      | 合計時間:                        | 合計時間:                                           | 9:50 |

| #  | タイトル                             | 作詞 | 作曲・編曲 |
| -- | ------------------------------------ | ---- | ---------- |
| 1. | 「Beyond Borders -Echoes of Korea-」 |      |            |

## 楽曲解説
PHOENIX
東宝配給映画『劇場版 ACMA:GAME 最後の鍵』主題歌。死んでも蘇る不死鳥のフェニックスをイメージして作られた楽曲。UVERworldとしては初めて韓国語の歌詞を含む、日本語、英語、韓国語を混ぜた楽曲となっている。
アルバム『EPIPHANY』には「PHOENIX AX」にタイトルが変更され、TAKUYA∞のファンクラブブログにて公開された「破綻バージョン」で収録。
リリースからおよそ5か月後の2025年6月6日（結成記念日）放送の『ミュージックステーション 2時間スペシャル』にて「MMH」と共に地元・滋賀県のライブ会場より、テレビ初披露された。
Countdown (feat.JUNG YONG HWA from CNBLUE)
韓国ロックバンド『CNBLUE』のジョン・ヨンファと共にTAKUYA∞が作曲した楽曲。CNBLUEのシングル「人生賛歌」にも同楽曲が収録されているが、メロディはそれぞれ異なるものとなっている。
PHOENIX (Instrumental)
表題曲のインストゥルメンタル。